# Eriosema
Eriosema é um género botânico pertencente à família Fabaceae.